# Magie

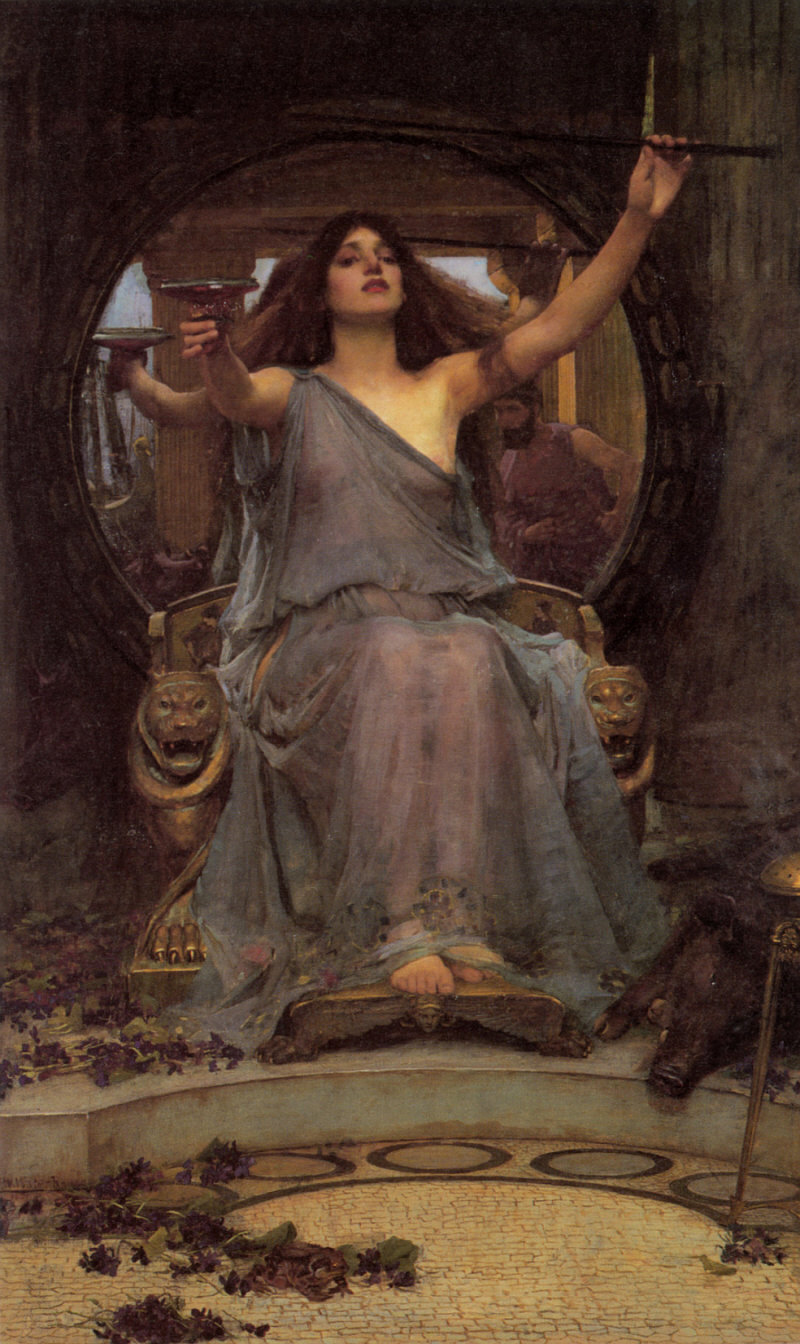
Circe oferind o cupă lui Odysseus, de John William Waterhouse

Magia, uneori cunoscută și ca vrăjitorie, este pretenția de a manipula forțele supranaturale pentru a produce efectele dorite de către practicantul ei. Practica este adesea influențată de ideile religioase, misticism, ocultism, psihologie și știință.
Eficacitatea magiei nu este demonstrată, de exemplu Israel Regardie, secretarul lui Aleister Crowley, susținea că singurul efect al magiei este cel psihologic. Conform lui Regardie, demonii nu există în mod obiectiv-real, ci sunt aspecte ale inconștientului.
Magia este o practică spirituală sau paranormală care implică utilizarea credinței, ritualurilor și obiectelor simbolice pentru a produce schimbări în lumea fizică sau în percepția oamenilor. Această definiție poate varia în funcție de cultură, religie sau spiritualitate, dar în general, magia este văzută ca fiind un mijloc de a influența sau controla forțele spirituale sau naturale pentru a obține un scop dorit.
Istoria magiei este foarte vastă și poate fi găsită în multe culturi și religii din întreaga lume, inclusiv în Egiptul Antic, Grădinile Babilonului și în practicile paganilor europeni. În Europa medievală, magia a fost adesea asociată cu vrăjitoria, iar vrăjitorii au fost persecutați și arși pe rug în perioada Inchiziției.

## Tipuri de magie
Există mai multe tipuri de magie, inclusiv magia ceremonială, magia naturală, magia runică, magia evocatoare și magia folclorică. Magia ceremonială se bazează pe utilizarea ritualurilor complexe și a obiectelor simbolice, cum ar fi candele, arome, simboluri și incantații, în scopul de a produce un anumit efect. Magia naturală se bazează pe utilizarea energiei și forțelor naturale, cum ar fi apa, aerul, focul și pământul, pentru a obține un scop. Magia runică implică utilizarea runelor antice și a simbolurilor asociate acestora în scopul de a produce un efect. Magia evocatoare implică chema sau invocarea spiritelor sau ființelor supranaturale pentru a obține un scop. Magia folclorică se bazează pe credințele și practicile tradiționale ale unei culturi sau comunități, cum ar fi vrăjitoria din Africa de Vest sau shamanismul din America de Nord.

## Controverse în jurul magiei
În ciuda faptului că magia a fost practicată de-a lungul istoriei, ea a fost adesea privită cu scepticism și chiar cu teamă de către anumite religii și culturi. În unele religii, cum ar fi crestinismul, magia este considerată drept o practică demonică și este interzisă. În alte culturi, magia este văzută ca fiind acceptabilă, dar este încă privită cu suspiciune și este adesea asociată cu acțiuni negative sau cu înșelăciunea.
De asemenea, există controverse privind eficacitatea magiei. Unii oameni cred că magia poate produce schimbări reale în lumea fizică și în percepția oamenilor, în timp ce alții cred că magia este pur și simplu o iluzie sau o tehnică de auto-suggestie.
În concluzie, magia este o practică spirituală sau paranormală care a existat în multe culturi și religii de-a lungul istoriei. Există mai multe tipuri de magie și percepția acesteia variază în funcție de cultură, religie sau spiritualitate. În ciuda acestor controverse, magia continuă să fie practicată și studiată de către unii indivizi care cred în puterea sa.
Din punct de vedere istoric, autoritățile statelor creștine au condamnat magia sub numele de maleficium, începând de la creștinarea Imperiului Roman.
Nici înainte de creștinarea Imperiului Roman magicienii (vrăjitorii) nu fuseseră tolerați.

## Etimologie

### Definiții
Totalitatea procedeelor, formulelor, riturilor etc. prin care se invocă forțe supranaturale spre a produce miracole; practica acestor procedee, formule etc.

## Magia în tradiția românească
Magia în tradiția românească nu este privită cu ochi buni de către creștinii tradiționaliști. Ea este considerată o legătură între particant cu diavolul.

## Vezi și
- Vrăjitorie
- Wicca